# Koča na Dachauerskem barju
Koča v Dachauskem barju je slika olje na platnu nemškega slikarja Franza Marca, naslikana leta 1902. Je ena slikarjevih najzgodnejših znanih slik in je del zbirke muzeja Franza Marca v Kochel am Seeju.

## Zgodovina
Slika je nastala leta 1902 in tako izhaja iz časa, ko je Franz Marc študiral slikarstvo na Akademiji za umetnost v Münchnu pri Gabrielu von Hacklu (1843–1926) in Wilhelmu von Diezu (1839–1907). S tem je Marc dobil solidno osnovno izobrazbo v slikarskem slogu 19. stoletja, ni pa prišel v stik z novejšimi umetnostnimi gibanji. Tako je ta slika, tako kot druge, narejene istega leta, povsem v tradiciji münchenske šole.

## Opis
Spodnja polovica slike prikazuje barjansko pokrajino Dachauerskega barja, zgornjo polovico pa zavzema nebo z oblaki. V središču slike je koča na barju sredi skupine dreves.
Na sliki prevladujejo temno rjave in zelene barve, s katerimi je v nasprotju modrina neba in oker obarvana področja v ospredju. Detajli, kot so posamezni listi dreves, so natančno izdelani s finimi potezami čopiča.